# 過熱蒸気発生装置

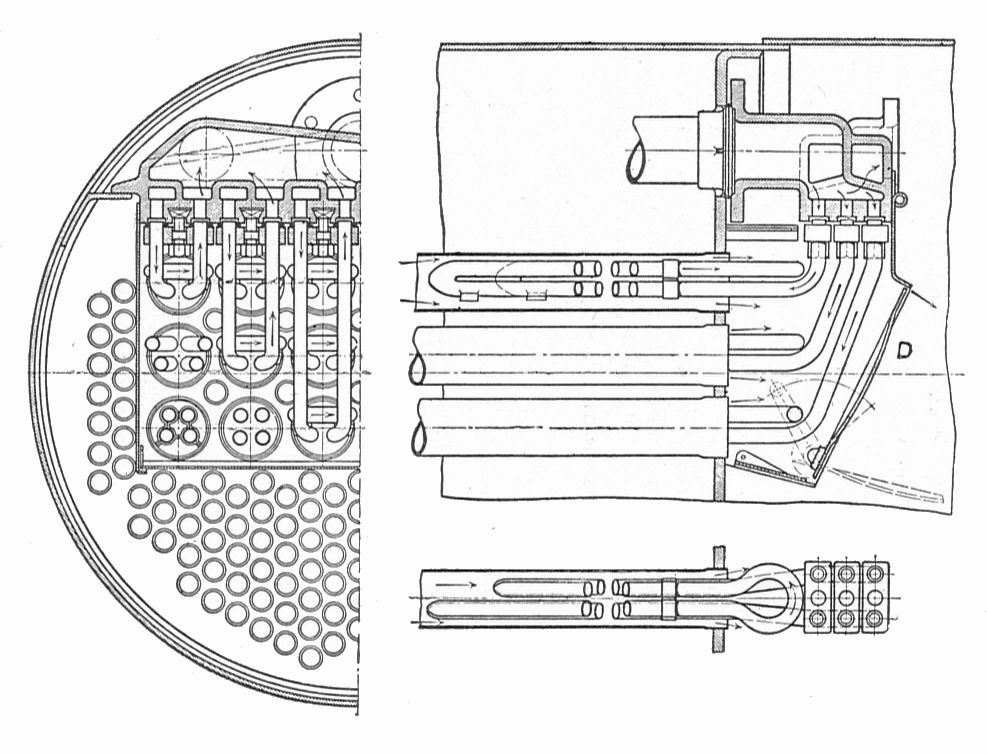
シュミット式蒸気過熱器の内部模式図

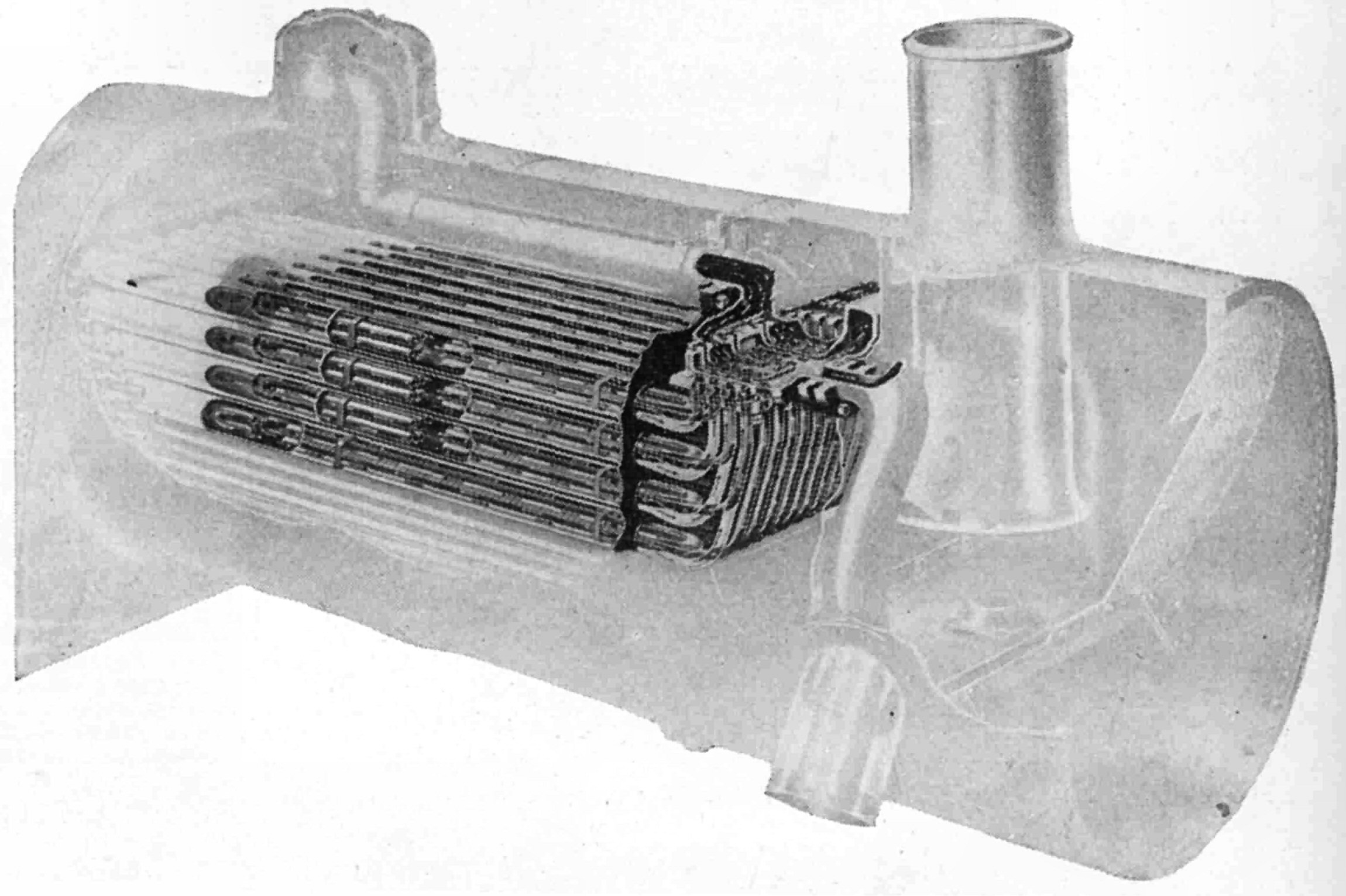
蒸気過熱器の内部模式図

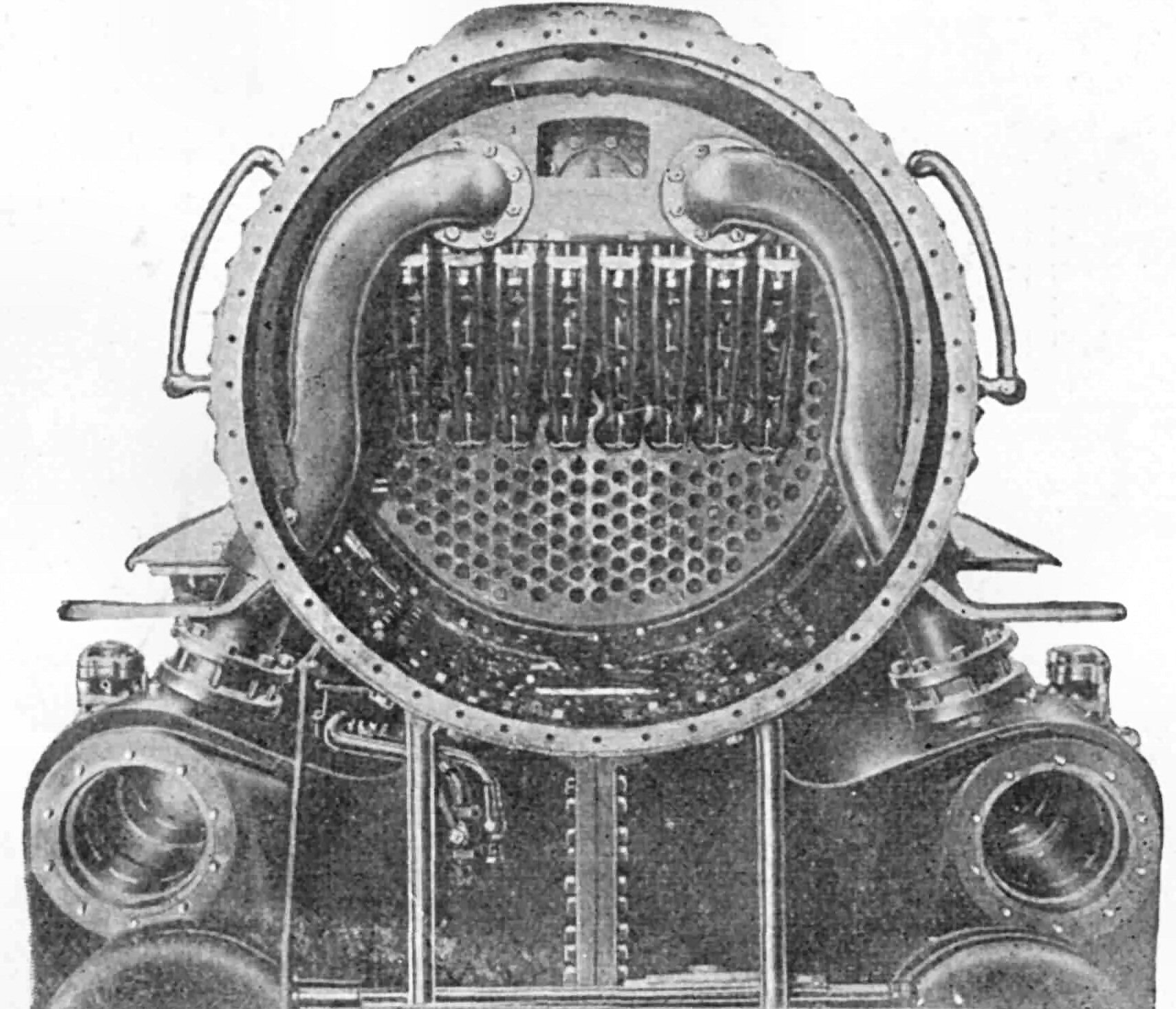
蒸気過熱器の管寄せ部

過熱蒸気発生装置（かねつじょうきはっせいそうち、英語：superheater）とは、ボイラー等により発生する乾き飽和蒸気をさらに熱し、飽和蒸気の圧力に相当するより高い温度の過熱蒸気を発生させるための装置で熱交換器の一種である。過熱器とも呼ばれる。

## 種類
- 接触過熱器 - 対流伝熱により過熱する過熱器
- 放射過熱器 - 放射伝熱により過熱する過熱器
- つり下げ過熱器 - ボイラ天井部からつり下げられた過熱器
- 板形過熱器 - 火炉などに設けられた管を板形に配列した過熱器
- 横置き過熱器 - 水平ループ管で形成された過熱器

などがある。

## 原理
過熱器の多くは過熱器管（過熱器を構成する管）とよばれる長い管と管寄（くだよせ）からなり、内側を蒸気が流れ，外側から燃焼ガスや放射熱で再加熱される。

## 用途
- 火力発電所や蒸気機関車など、蒸気機関の動力源に用いられる[1]。
- その他、食品の殺菌及び乾燥などにも用いられる[2]。